# Destylarnia

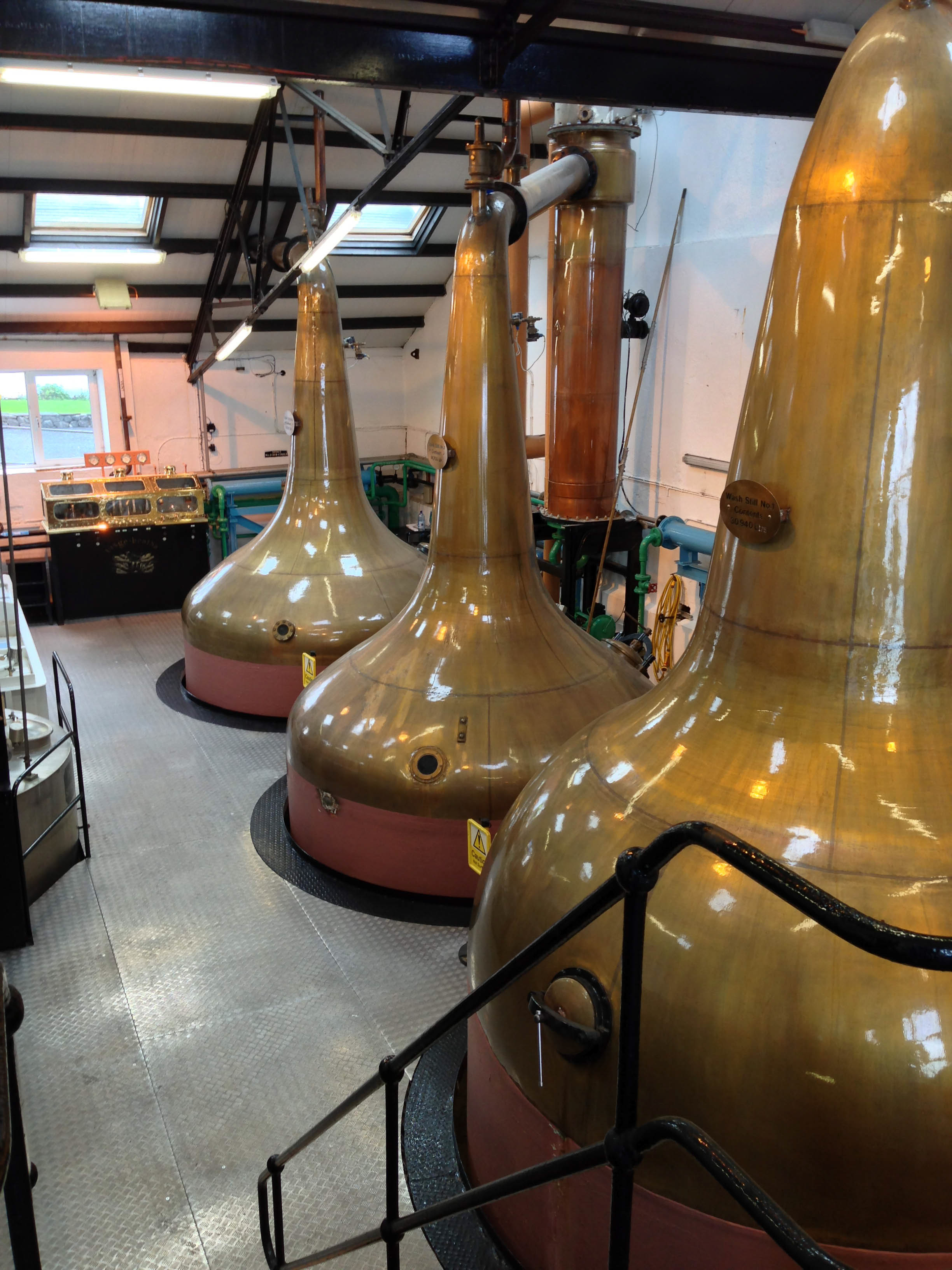
Alembiki w destylarni

Destylarnia – zakład przemysłowy lub laboratorium, w którym przeprowadza się destylację.